# Joseph J. Allaire
Pour les articles homonymes, voir Allaire.
Joseph J. Allaire est un entrepreneur et développeur informatique américain né en 1969. Il a développé le langage informatique Coldfusion, créé la société Allaire Corporation (en) et l'entreprise RStudio.